# 西敏市
西敏市（英語：City of Westminster）是英國大倫敦轄下之自治市镇。西敏市的疆域向東毗鄰古老的倫敦市，向西則是肯辛頓-車路士區，而南邊的邊界即是泰晤士河。1965年時《1963年倫敦政府法案》（London Government Act 1963）實際施行，該法廢除倫敦郡設置大倫敦，於同時一併成立西敏市，並賦予城市地位。在此之前，此地區的行政區劃稱為西敏都會自治市（Metropolitan Borough of Westminster），是倫敦郡下屬的次級行政區之一，範圍略小於今日的西敏市。
除了為數不少的公園和開放空間以外，該區的人口密度亦相當高。許多與倫敦有關的景點都在該區內，如聖詹姆士宮、白金漢宮、西敏宮以及唐寧街10號。該區又可被劃分為數個區域，包含白金漢宮周邊古老的行政區域西敏；牛津街、攝政街、皮卡迪利街、龐德街附近的商業區；以及夜間娛樂區域蘇豪區。該區大部分區域都是住宅區，截至2008年大約有23.6萬的人口數。西敏市的地方政府為西敏市議會。

## 紋章
1964年9月2日，官方授權西敏市之紋章。
西敏曾有另外一個紋章，外型和現在的紋章一樣。盾牌下三分之二部分的符號代表先前的都會自治市，現在已和帕丁頓市和聖馬里波恩市合併。

## 地理
西敏市位於倫敦市的西邊、泰晤士河北岸，是倫敦下屬33個單一管理區裡面，兩個被稱為「市」的管理區之一。1965年時進行行政區重劃，將原先的聖瑪利勒本（St. Marylebone）與帕丁頓（Paddington）兩個都會自治市（Metropolitan Borough）併入，因此今日的西敏市在地理上比傳統範圍又大了不少。
西敏（Westminster）一名来源於西敏寺（Westminster Abbey），意为西敏寺的周圍地區，而「Westminster」原本是「West」（西边）與「Minster」（大教堂或大寺院）兩词的合成，西敏市官方中文譯名「西敏市」。過去所謂的倫敦僅指今日倫敦市（又常音譯為「西提區」）的範圍，因此西敏地區是倫敦市西边郊外的另一個市鎮，中間隔著一片原野，但在歷經長年的發展之後倫敦市與西敏地區早已連成一片，僅能靠兩市邊界上矗立的許多作為界碑用途的「龍」的雕像，看出界線所在。
倫敦著名的劇院區——西區大部分都在西敏市境內，除此之外，整個聯合王國的中樞系统，包括行政中樞的西敏宮與最高民事訴訟單位——皇家法庭（Royal Courts of Justice）都在該市範圍內。倫敦華埠也在西敏市，隔鄰的則是迪斯可舞廳、俱樂部林立的娛樂區——萊斯特廣場。

## 人口
根據2001年時所進行的人口普查，西敏市境內有181,279人的人口數，然而，由西敏自治市議會所贊助的多項研究卻顯示，該市的實際人口可能還超過人口普查結果許多，而產生了爭議。在經過一番協商後，負責英國各項官方統計的國家統計局同意將西敏市的人口數增加，而修正為198,779人，但也有統計資料認為西敏市其實有超過22萬的人口。
根據西敏市當局所提供的資訊，在該市境內有超過30%的人口屬於非英裔的黑人或少數族群。相對於整個倫敦地區，西敏市華裔與孟加拉裔人口比例較高，但非洲裔-加勒比裔的黑人仍是數量最多的少數族群。由於西敏市位於整個倫敦都會區的正中心，因此外來族群的移民比例一直是整個倫敦地區中最高的。

## 次級分區
在行政區劃上，西敏市底下的次級行政區稱為選區（Wards），總數有20個。但是，選區的設立基本上只有在市議會代表選舉進行時才有意義，除了少數的市政府與政黨工作人員之外，就連當地居民也很少知道，究竟這些選區的疆界是如何劃分的。
- 阿比路（Abbey Road）
- 贝斯沃特（Bayswater）
- 布莱恩斯滕和多塞特广场（Bryanston and Dorset Square）
- 教堂街（Church Street）
- Churchill
- Harrow Road
- 海德公園（Hyde Park）
- 骑士桥和貝爾格莱維亞（Knightsbridge and Belgravia）
- Lancaster Gate
- 小威尼斯（Little Venice）
- 梅達谷（Maida Vale）
- 馬里波恩（Marylebone High Street ）
- 女王公園（Queen's Park）
- 攝政公園（Regent's Park）
- 聖詹姆斯（St. James's）
- Tachbrook
- Vincent Square
- Warwick
- 倫敦西區（West End）
- Westbourne

## 知名場所與地標

### 景點
- 阿普斯利邸宅（Apsley House）
- 大笨鐘（Big Ben）

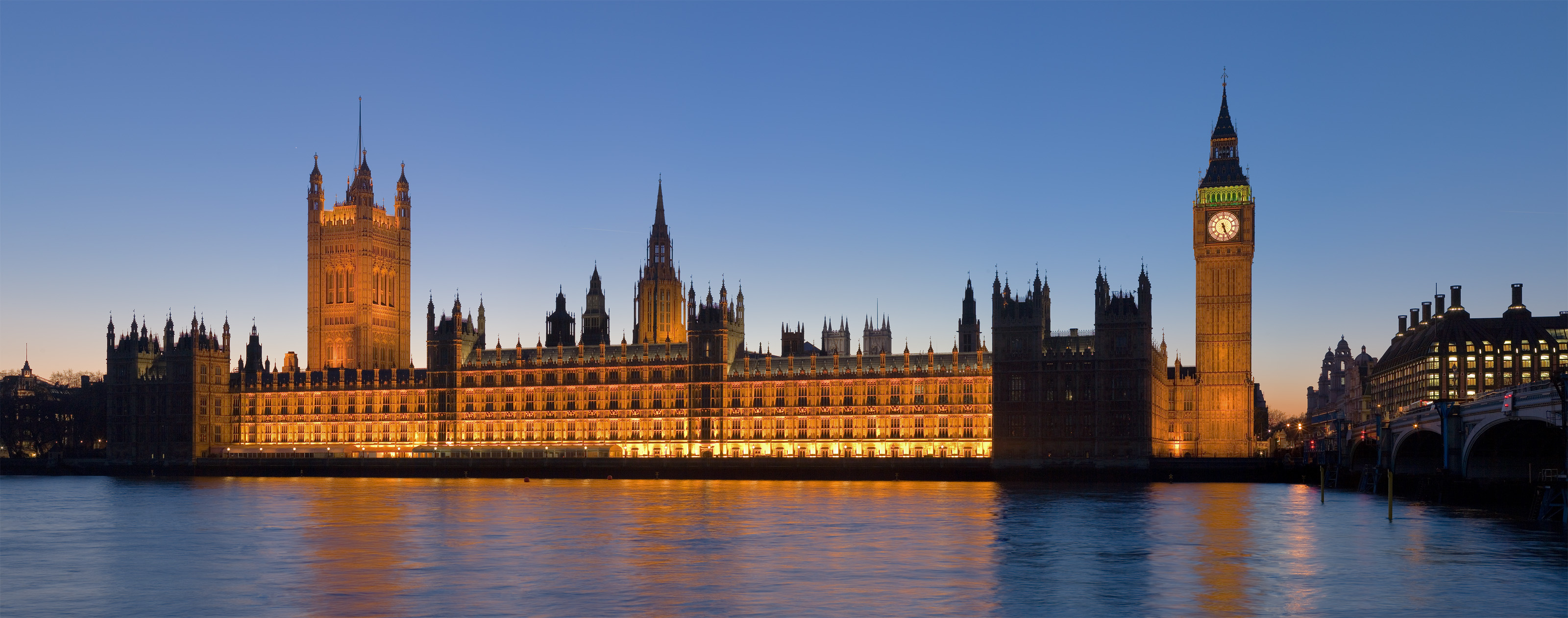
從泰晤士河南岸看倫敦的西敏宫夜景，2007年2月

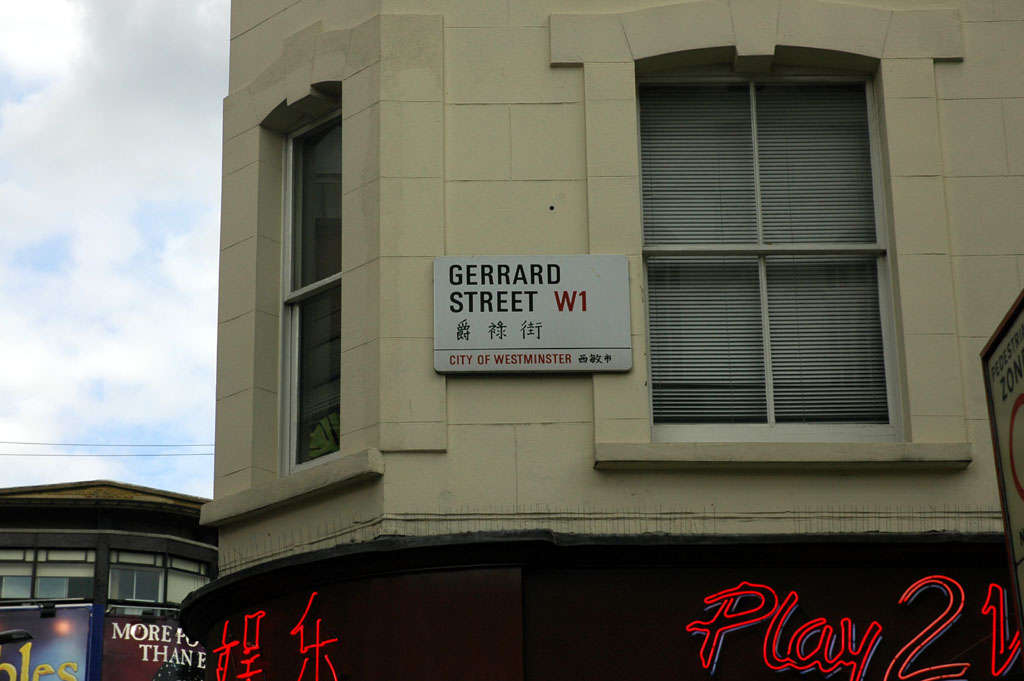
倫敦華埠位於西敏市境內。圖中的華埠路牌上很貼心地特地標上了地區名與路名的官方中譯。

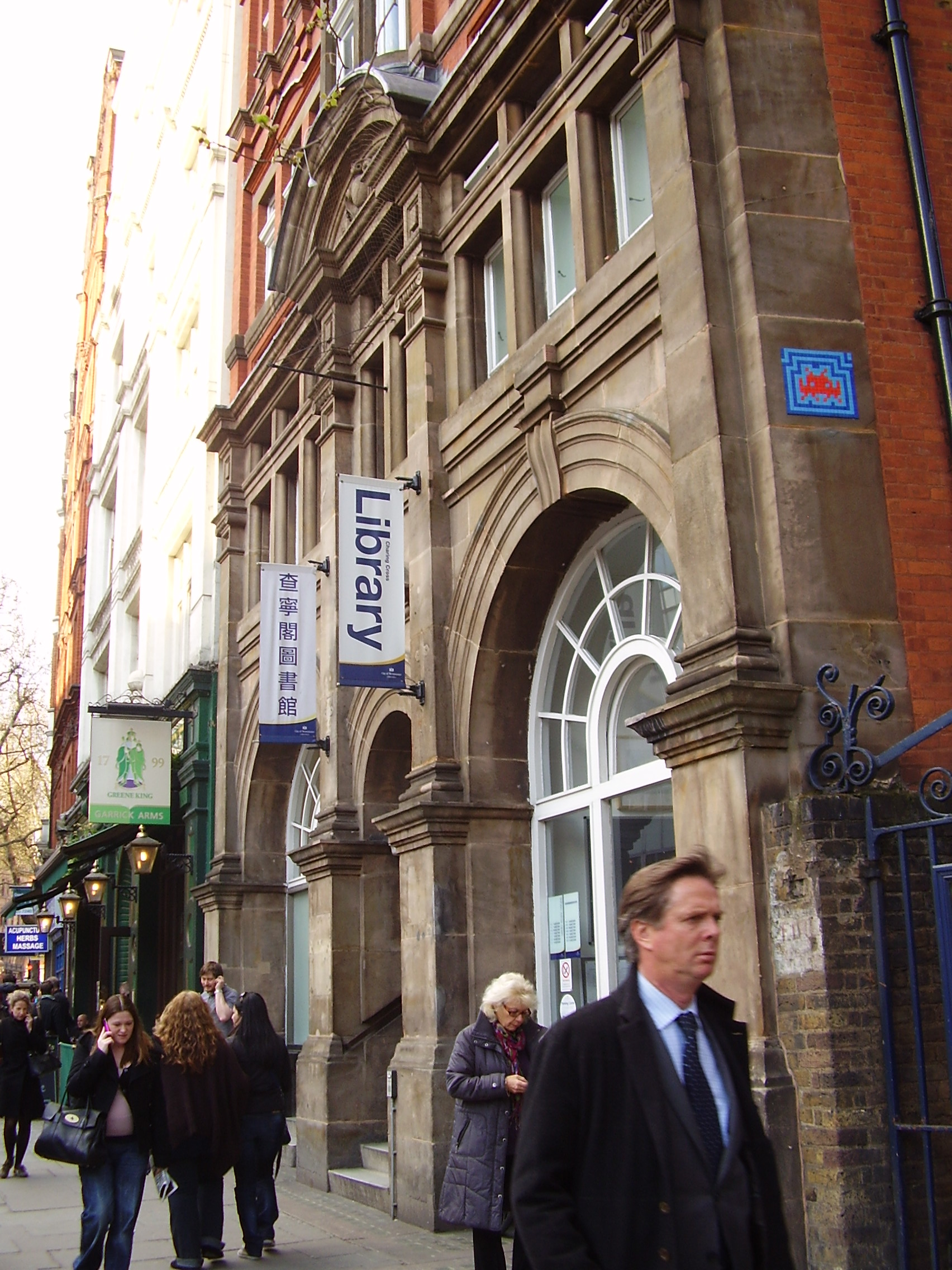
查寧閣圖書館（Charing Cross Library）

- 白金漢宮（Buckingham Palace）
- 布什大楼（Bush House）
- 伯灵顿拱廊街（Burlington Arcade）
- 內閣戰情室（Cabinet War Rooms）
- 克拉倫斯宮（Clarence House）
- 克麗歐佩特拉方尖碑（Cleopatra's Needle）
- 騎兵衛隊總部（Horse Guards）
- 小威尼斯（Little Venice）
- 勞德板球場（Lord's Cricket Ground）
- 杜沙夫人蠟像館（Madame Tussaud's）
- 馬爾博羅大樓（Marlborough House）
- 米爾班克塔（Millbank Tower）
- 國家藝廊（National Gallery）
- 國家人像美術館（National Portrait Gallery）
- 納爾遜紀念柱（Nelson's Column）
- 西敏宮（Palace of Westminster）- 又稱為國會大廈（Houses of Parliament）
- 伦敦天文馆（The Planetarium）
- 攝政運河（Regent's Canal）
- 皇家藝術學院（Royal College of Art）
- 皇家音樂學院（Royal Academy of Music）
- 皇家阿尔伯特音乐厅（Royal Albert Hall）
- 皇家法庭（Royal Courts of Justice）
- 皇家歌劇院（Royal Opera House）
- 聖詹姆士宮（St. James's Palace）
- 史密斯广场圣约翰堂（St. John's, Smith Square）
- 威斯敏斯特圣玛格丽特教堂（St. Margaret's Church）
- 河岸街聖母教堂（St. Mary-le-Strand）
- 圣马田教堂（St. Martin-in-the-Fields）
- 萨沃伊饭店（Savoy Hotel）
- 蛇形畫廊（Serpentine Gallery）
- 演說家角落（Speakers' Corner）
- 萨默塞特府（Somerset House）
- 泰德不列顛藝廊（Tate Britain）
- 伦敦丽兹酒店（The Ritz Hotel）
- 投卡德侯中心（Trocadero Centre）
- 維多利亞堤岸（Victoria Embankment）
- 威靈頓拱門（Wellington Arch）
- 西敏寺（Westminster Abbey）
- 西敏橋（Westminster Bridge）
- 威斯敏斯特主教座堂（Westminster Cathedral）
- 卫理公会中央礼堂（Westminster Central Hall）
- 地鐵西敏站（Westminster Station）
- 西敏學校（Westminster School）

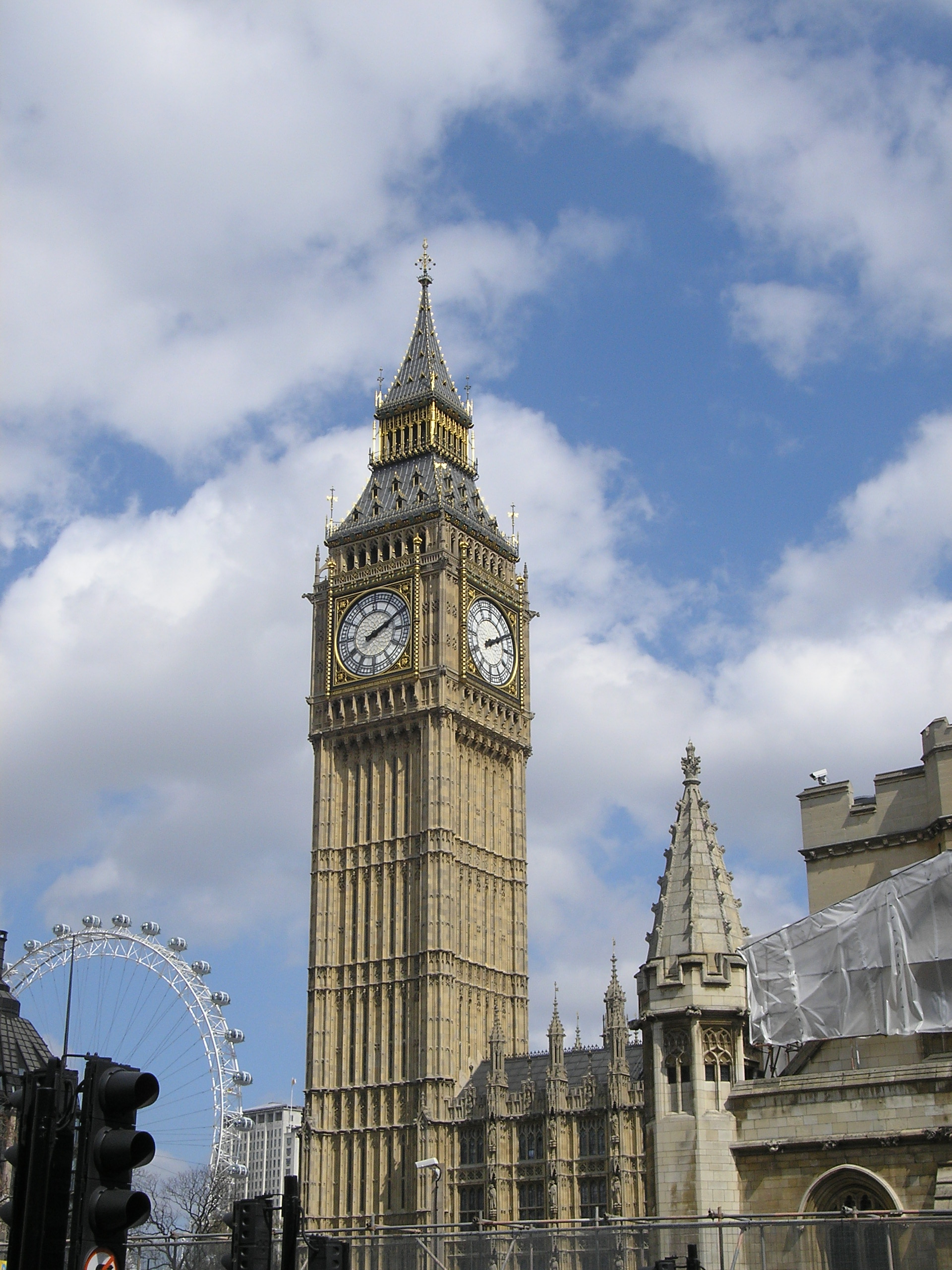
大笨鐘
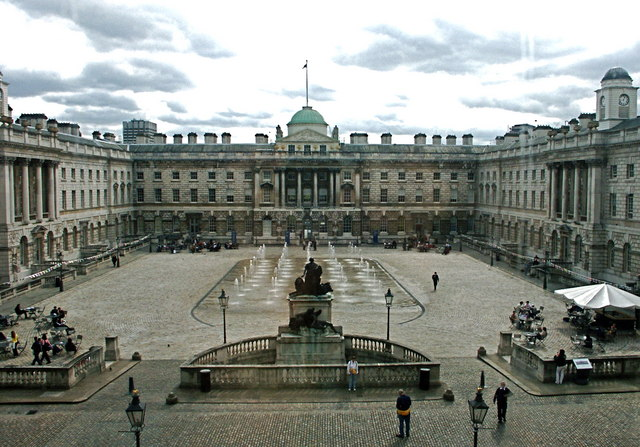
薩默塞特府
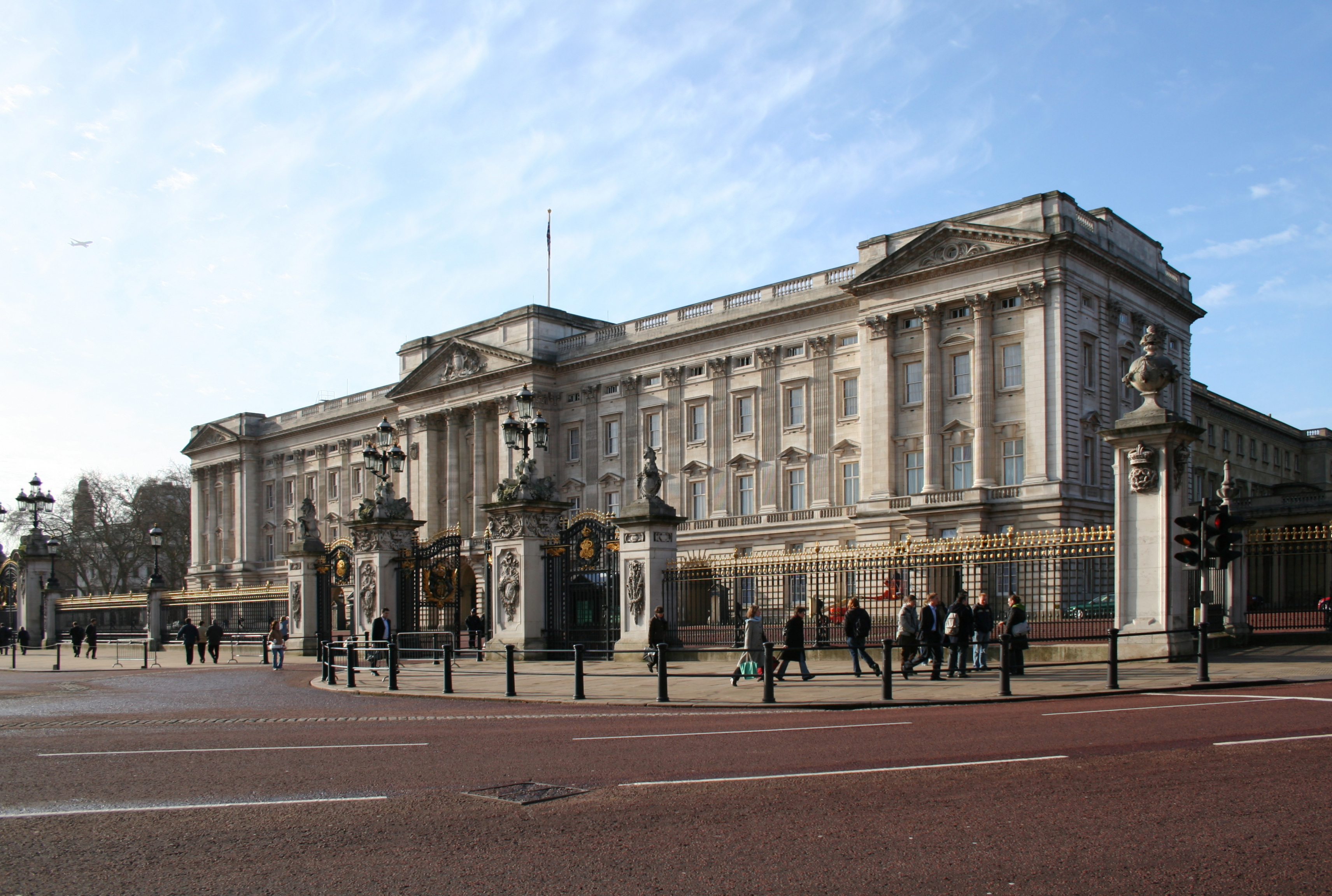
白金漢宮
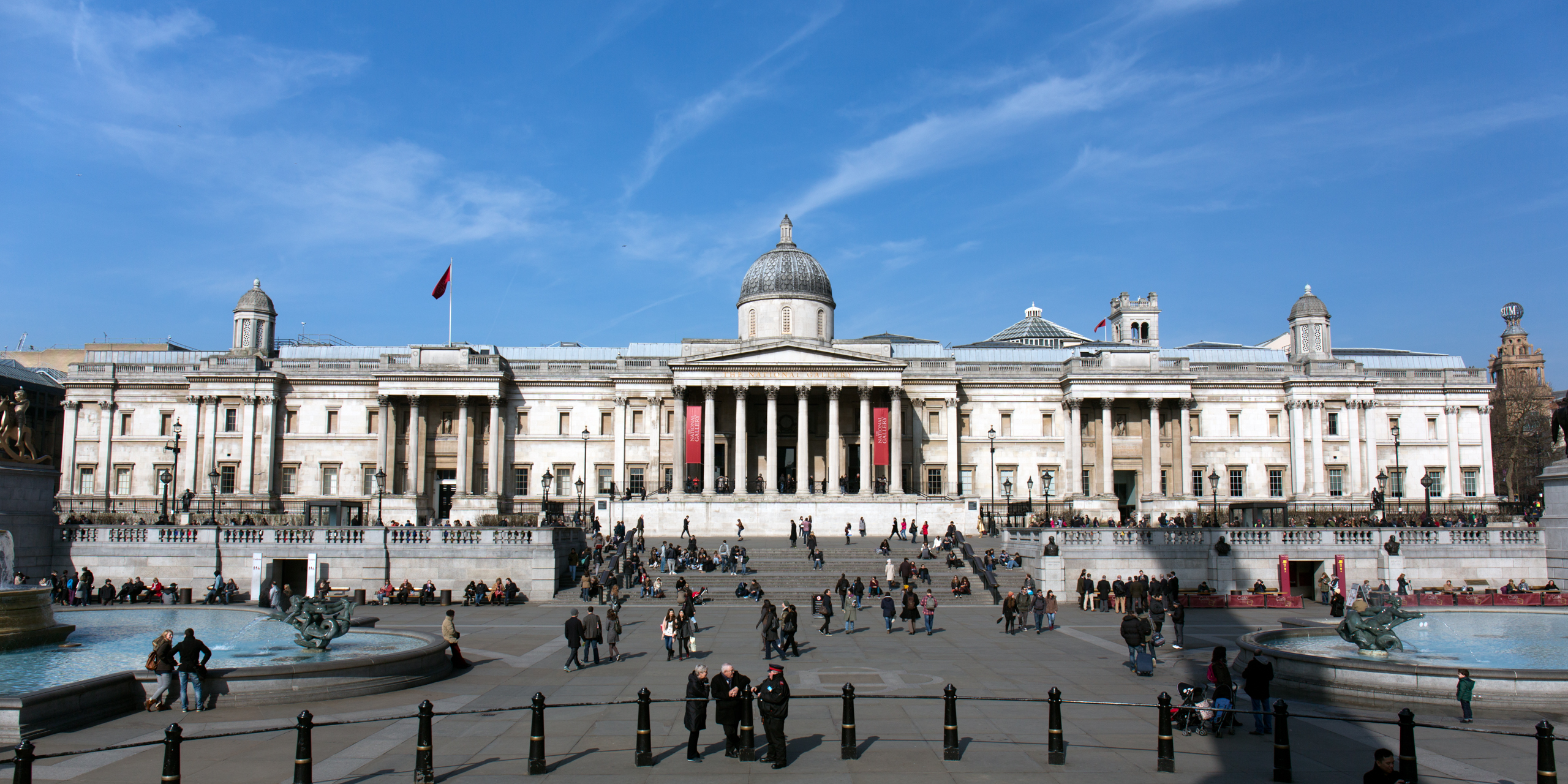
國家藝廊
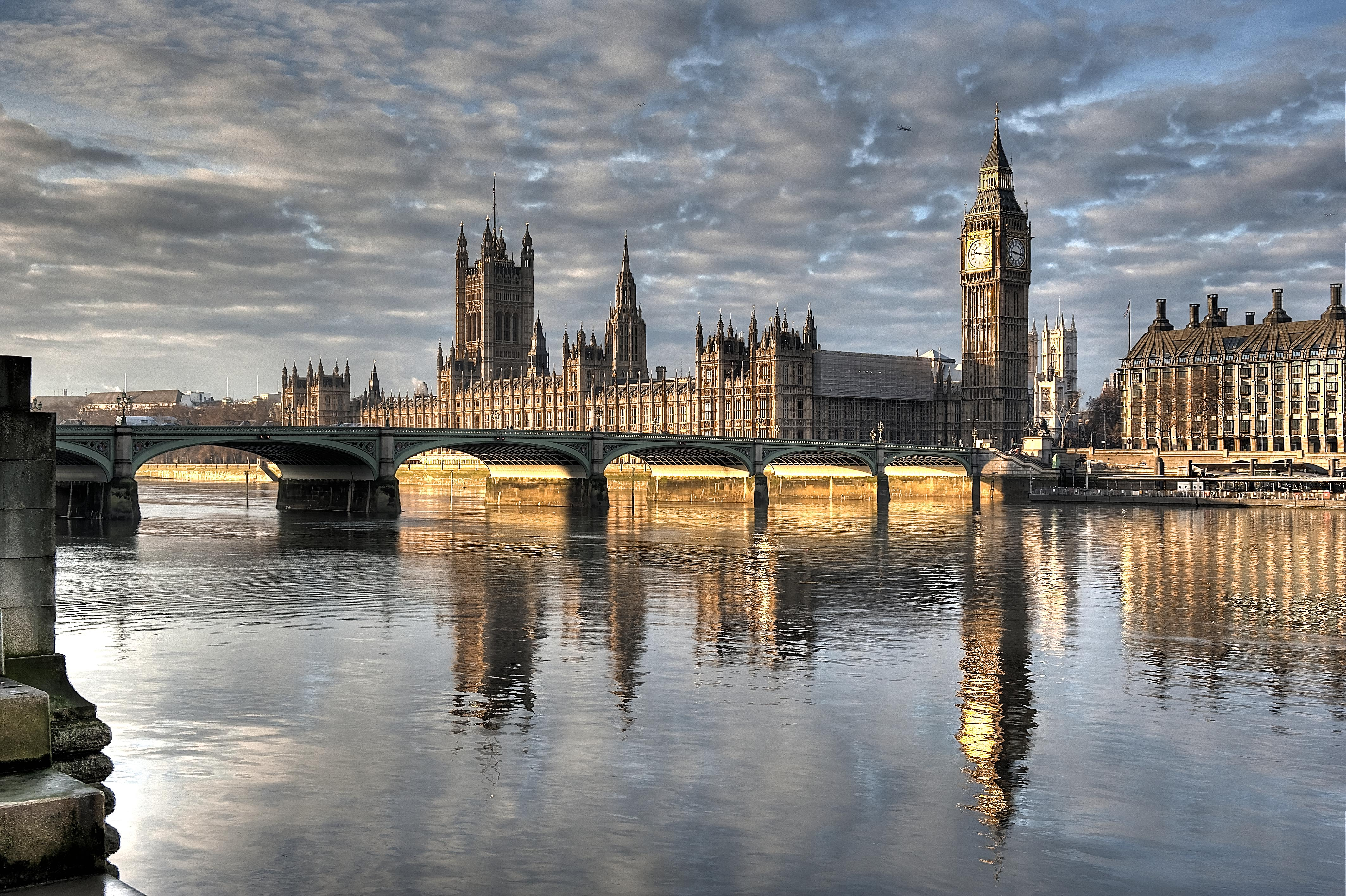
西敏宮
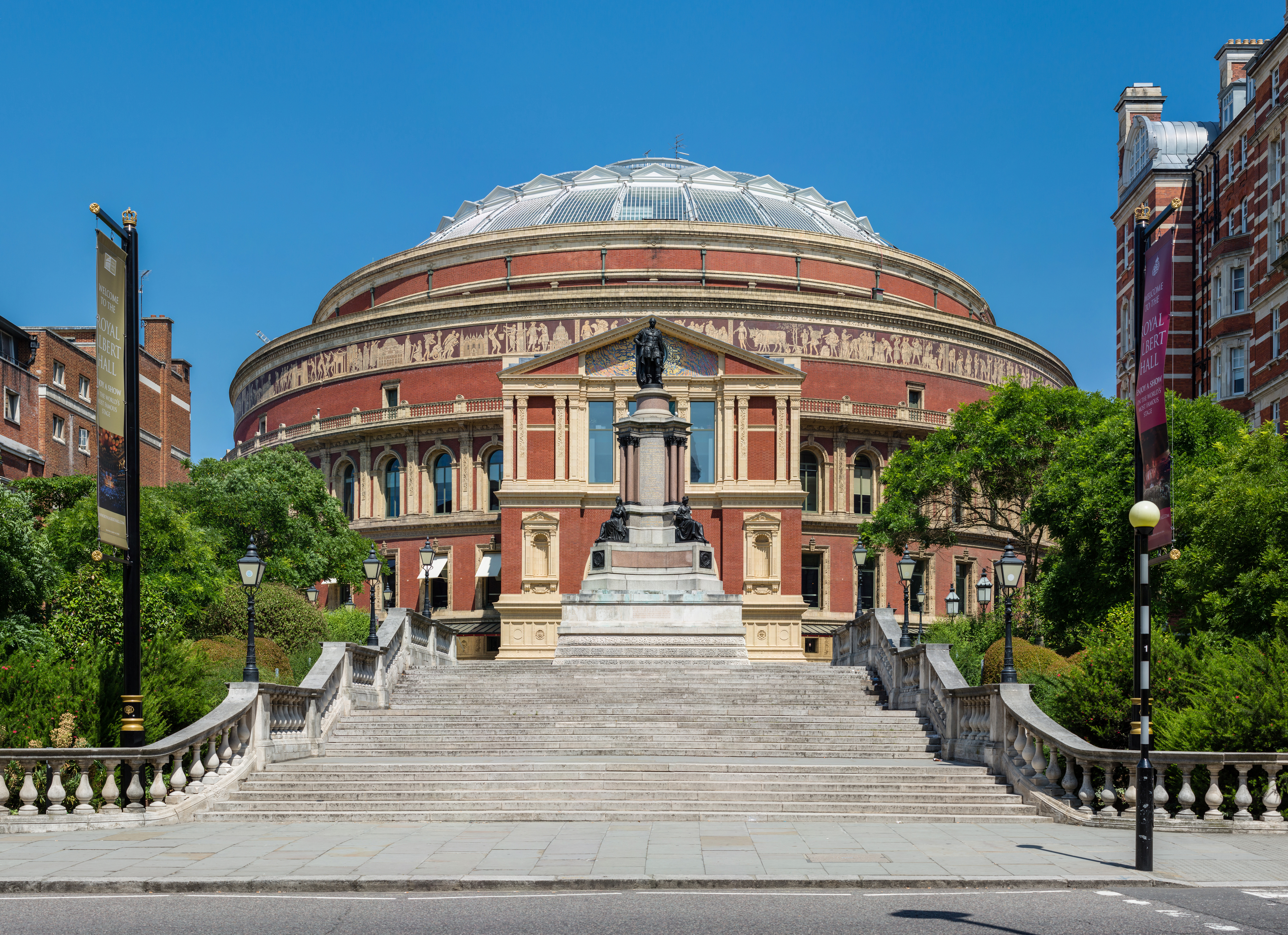
皇家阿爾伯音樂廳
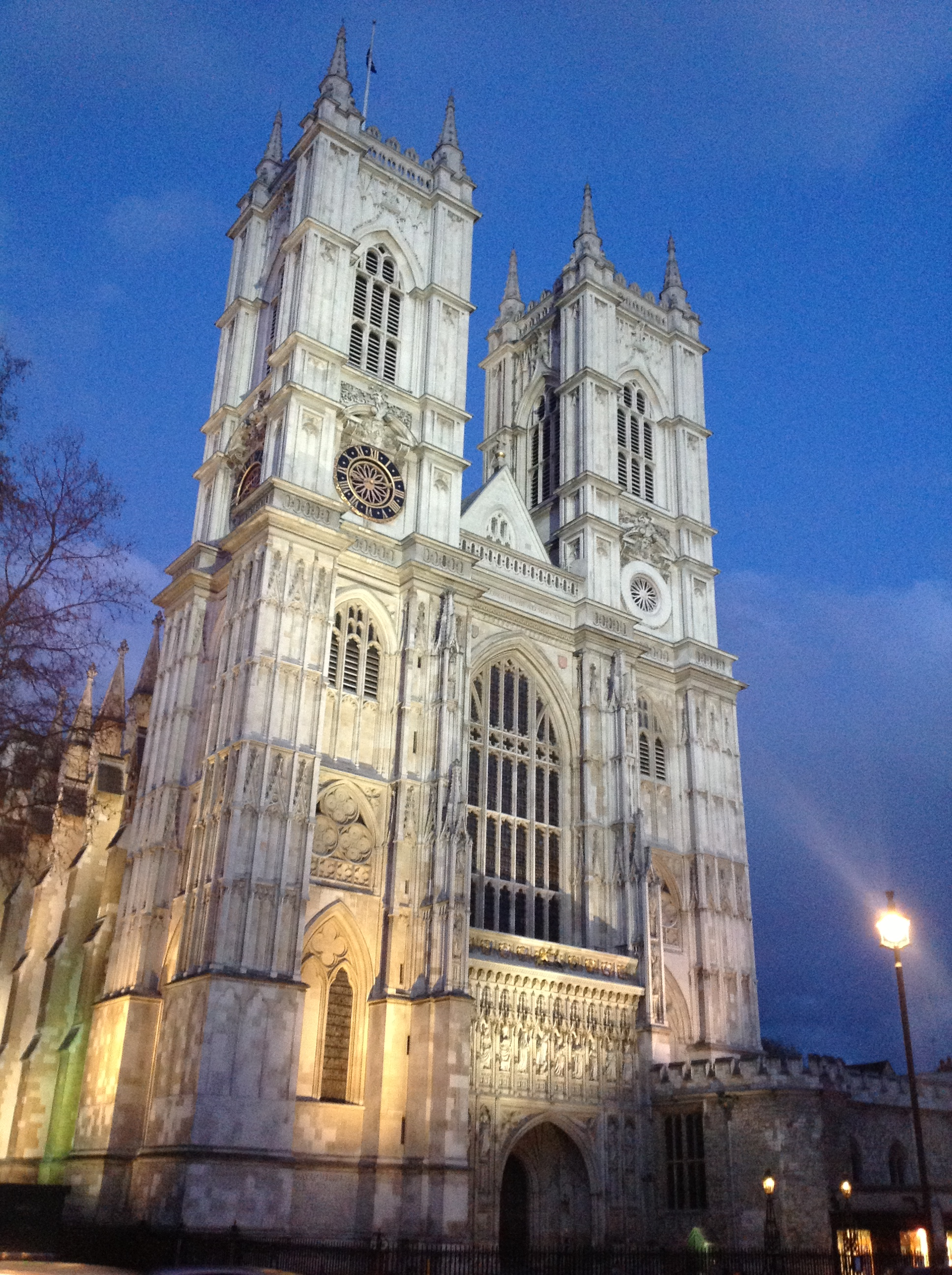
西敏寺

### 公園
- 海德公園（Hyde Park）
- 肯辛頓花園（Kensington Gardens）
- 攝政公園（Regent's Park）
- 圣詹姆士公园（St. James's Park）

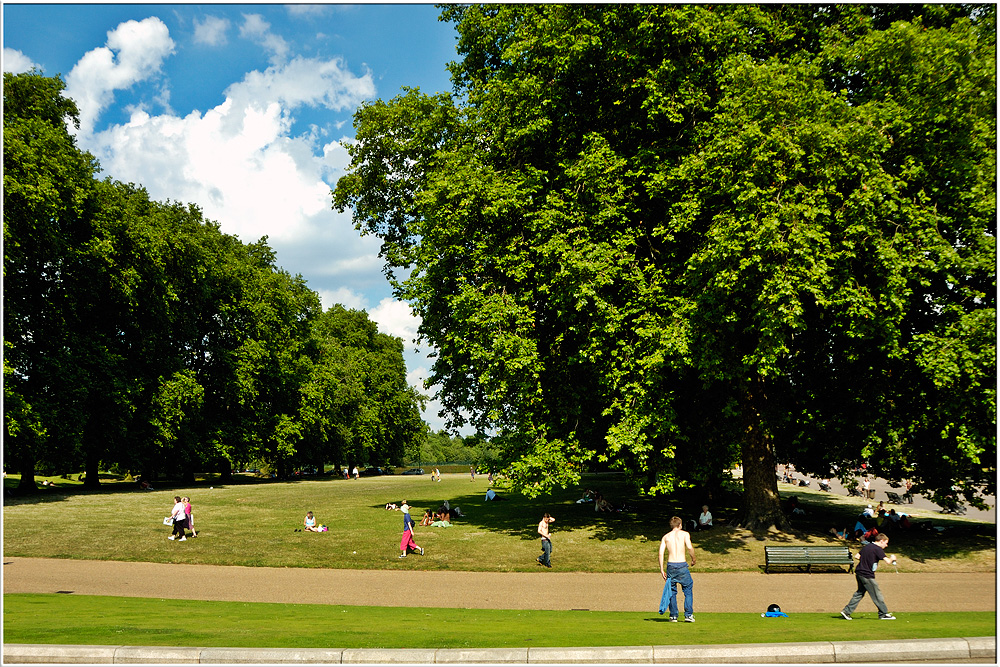
海德公園內的景觀。
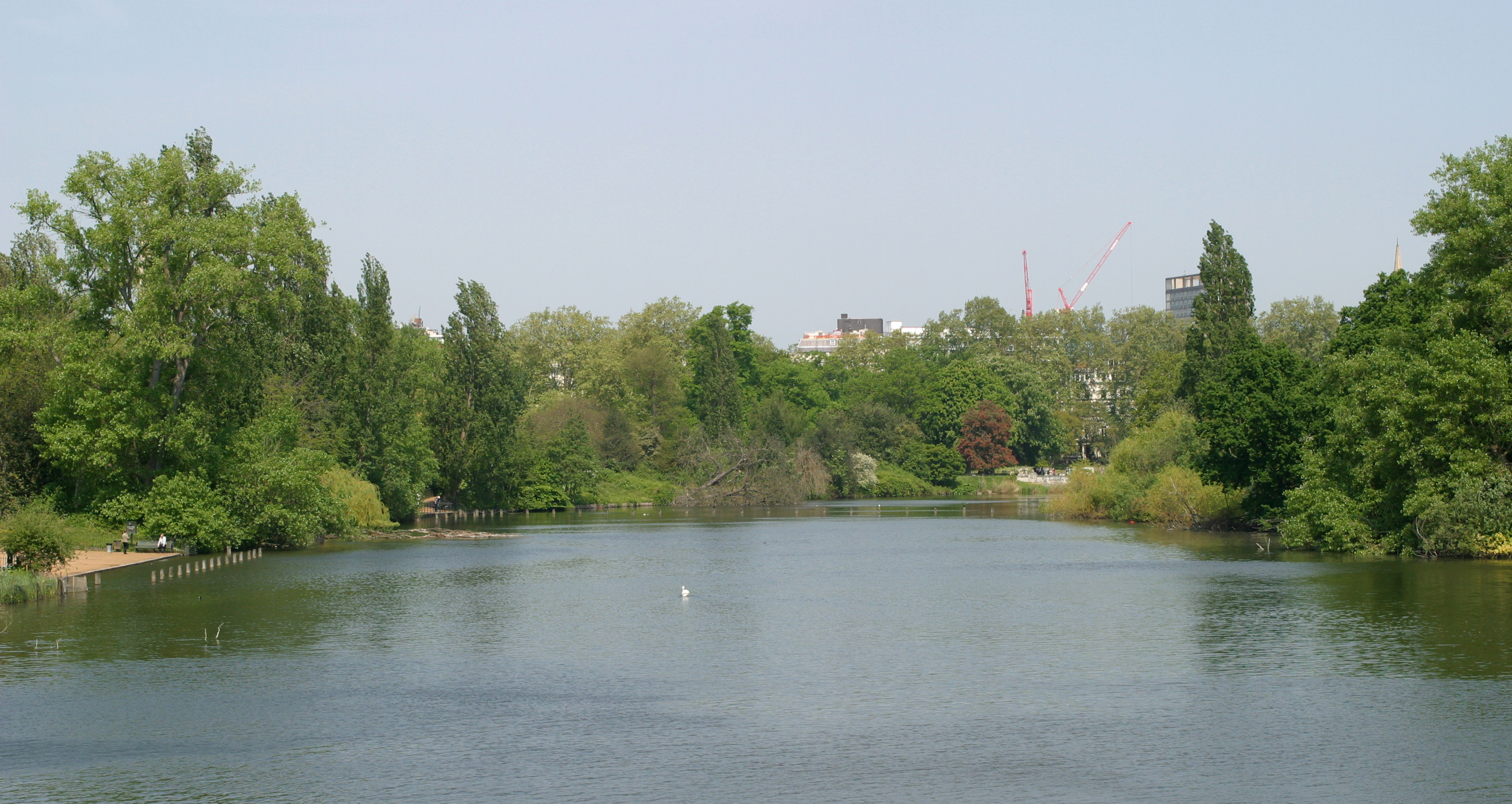
肯辛頓公園。
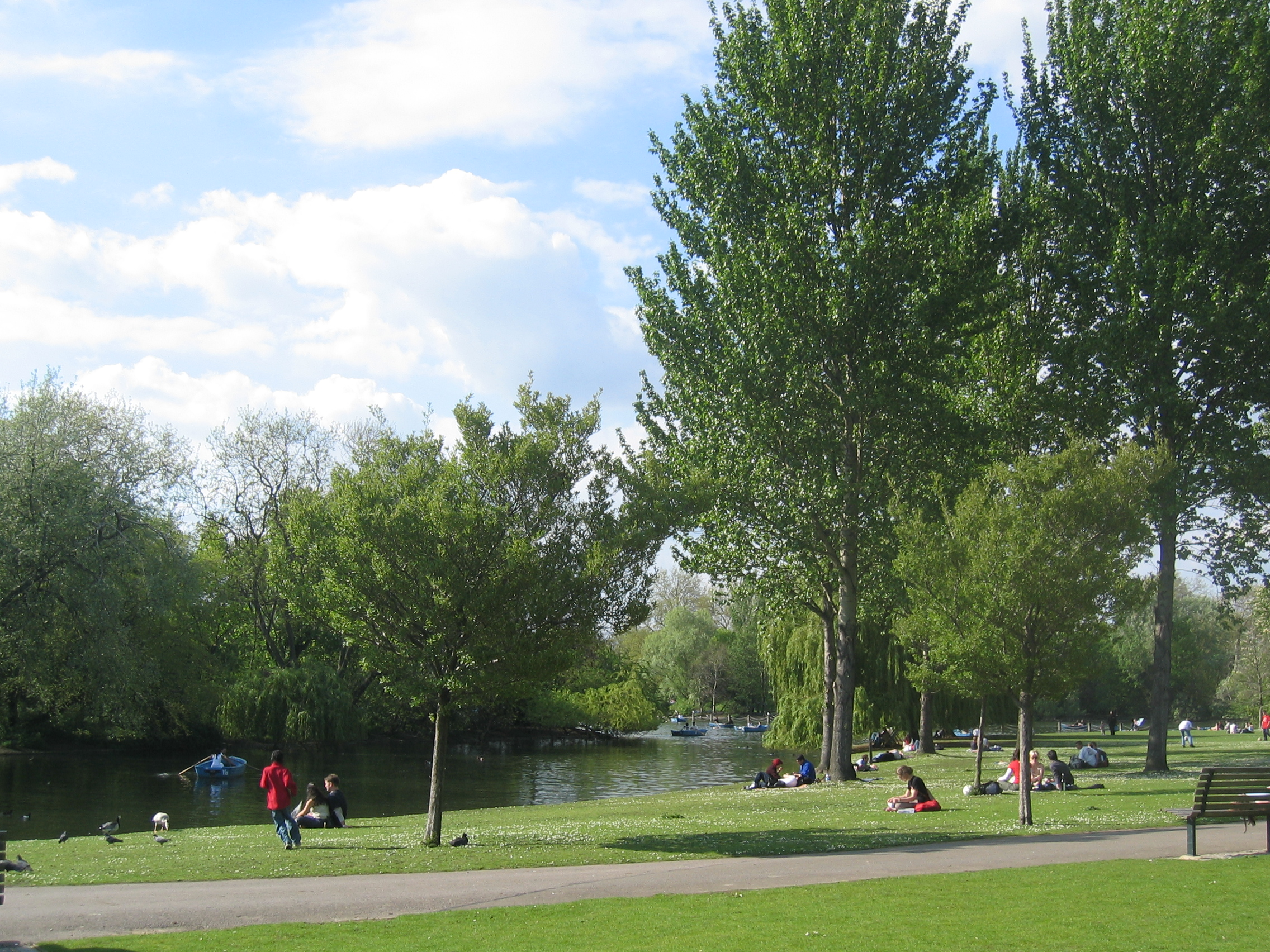
攝政公園。
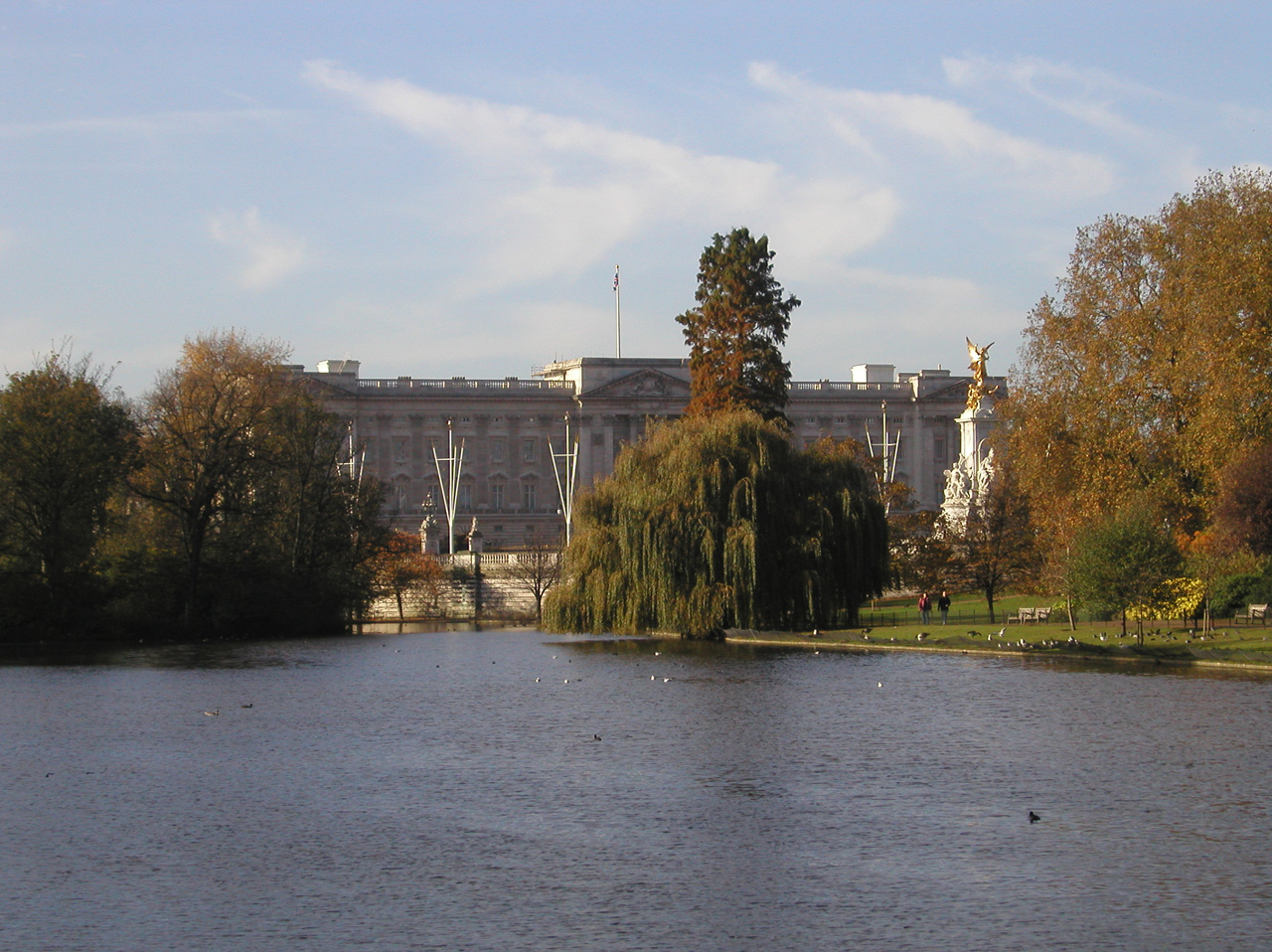
聖詹姆士公園與白金漢宮。

### 地區
- 贝斯沃特（Bayswater）
- 貝爾格莱維亞（Belgravia）
- 查寧閣（Charing Cross）
- 倫敦華埠（Chinatown）
- 科芬園（Covent Garden）
- 霍本（Holborn）
- 梅達谷（Maida Vale）
- 馬里波恩（Marylebone）
- 梅费尔（Mayfair）
- 磨坊岸（Millbank）
- 帕丁頓（Paddington）
- 皮姆利科（Pimlico）
- 聖詹姆斯（St. James's）
- 聖約翰森林（St John's Wood）
- 倫敦蘇荷區（Soho）
- 倫敦西區（West End）
- 西敏（Westminster）

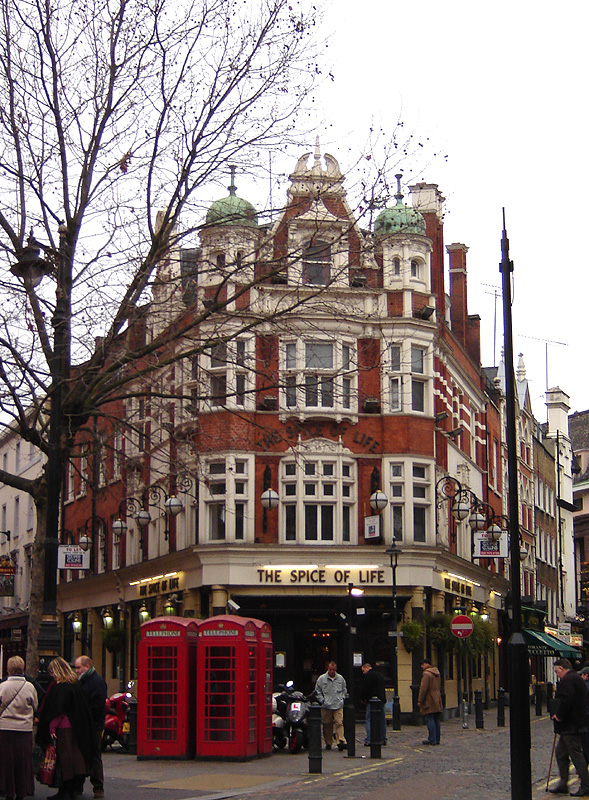
蘇荷區
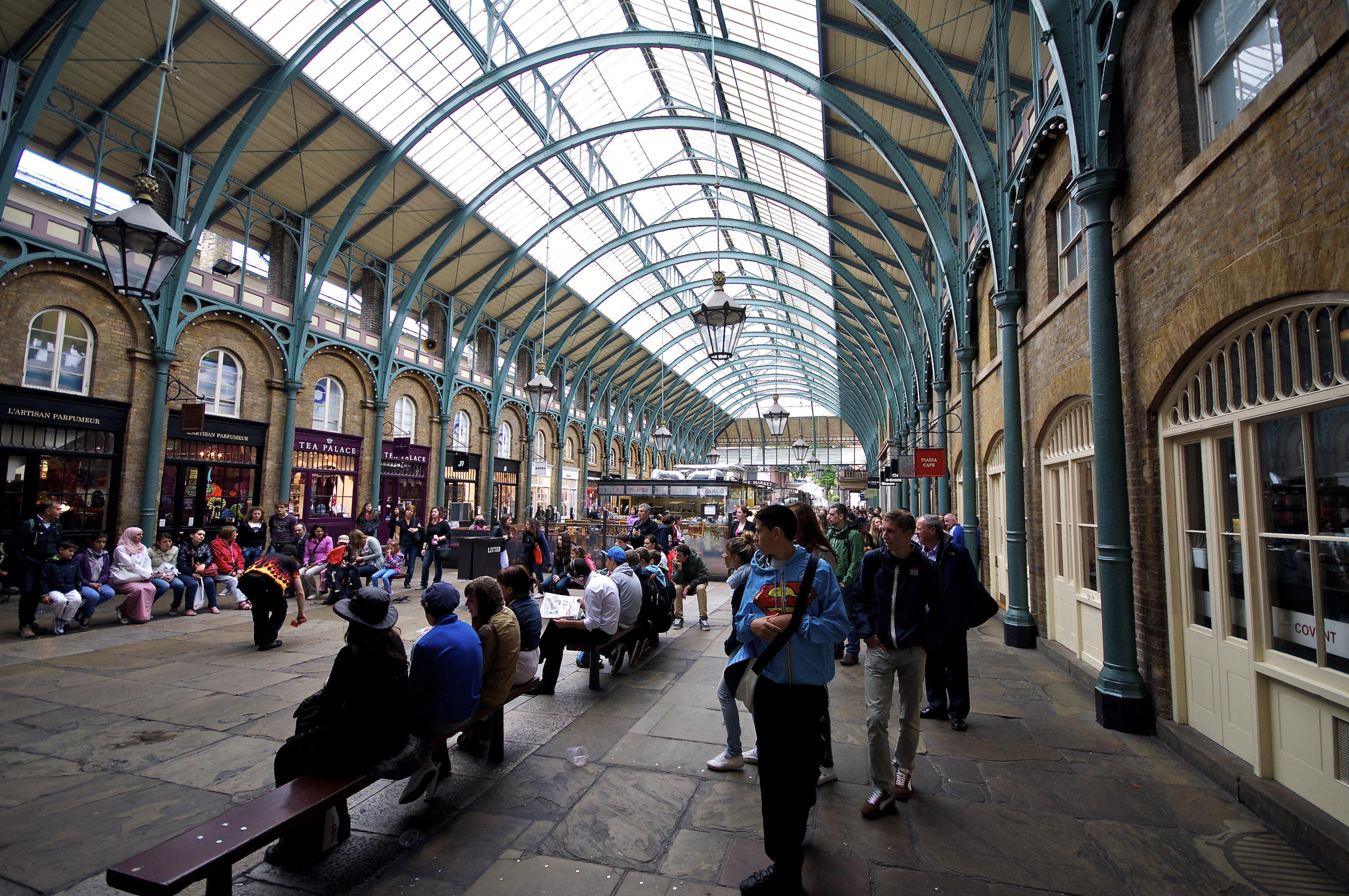
科芬園

### 街道與廣場
- 奧德維奇（Aldwych）
- 貝克街（Baker Street）
- 查令十字路（Charing Cross Road）
- 憲法山（Constitution Hill）
- 唐寧街（Downing Street）
- 哈萊街（Harley Street）
- 乾草市場（The Haymarket）
- 萊斯特廣場（Leicester Square）
- 倫敦林蔭大道（The Mall）
- 米爾班克路（Millbank）
- 牛津街（Oxford Street）
- 帕爾摩街（Pall Mall）
- 皮卡迪利圓環（Piccadilly Circus）
- 女王道（Queensway）
- 攝政街（Regent Street）
- 沙夫茨伯里大街（Shaftesbury Avenue）
- 史密斯廣場（Smith Square）
- 河岸街（Strand）
- 特拉法加廣場（Trafalgar Square）
- 白廳（Whitehall）

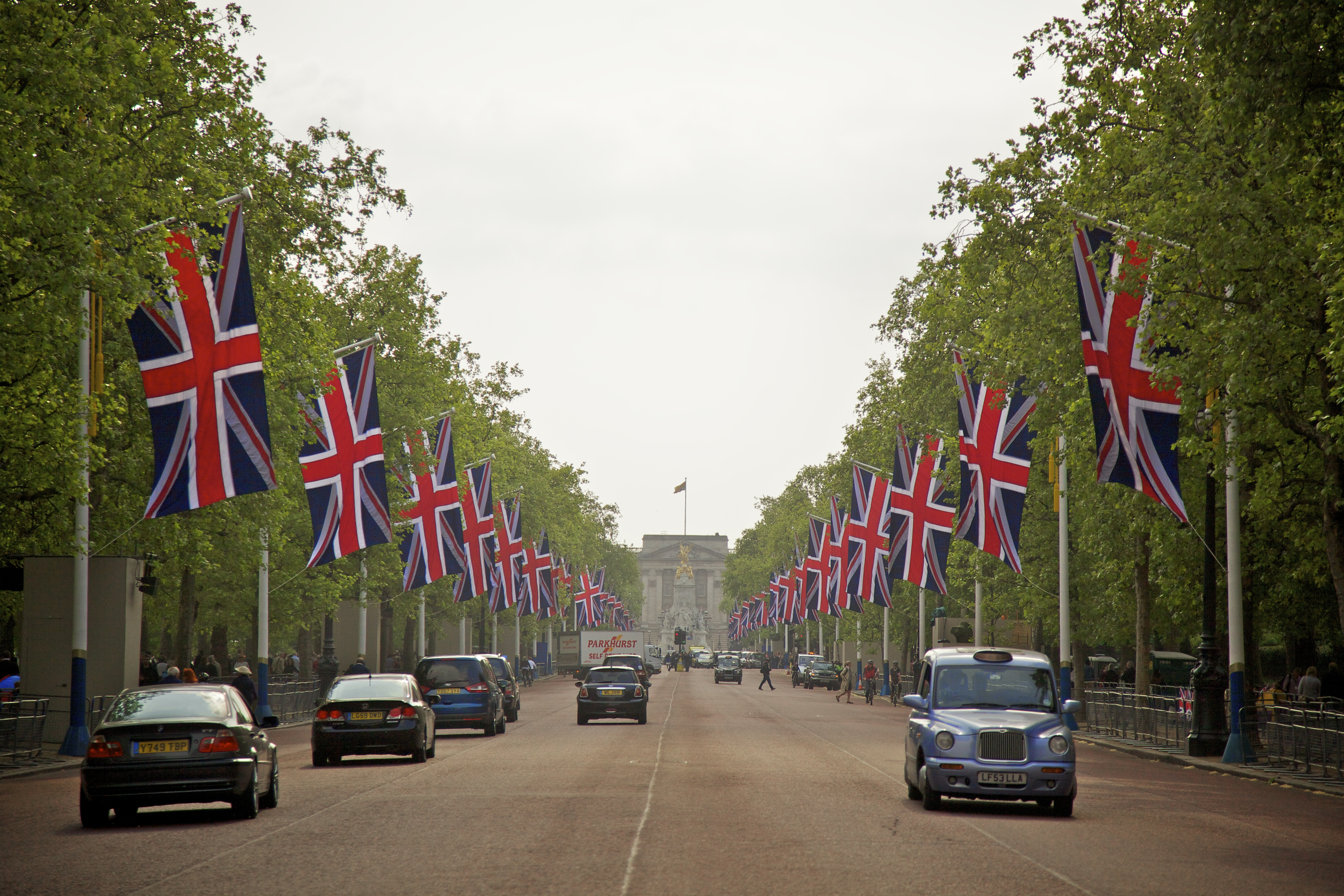
倫敦林蔭大道
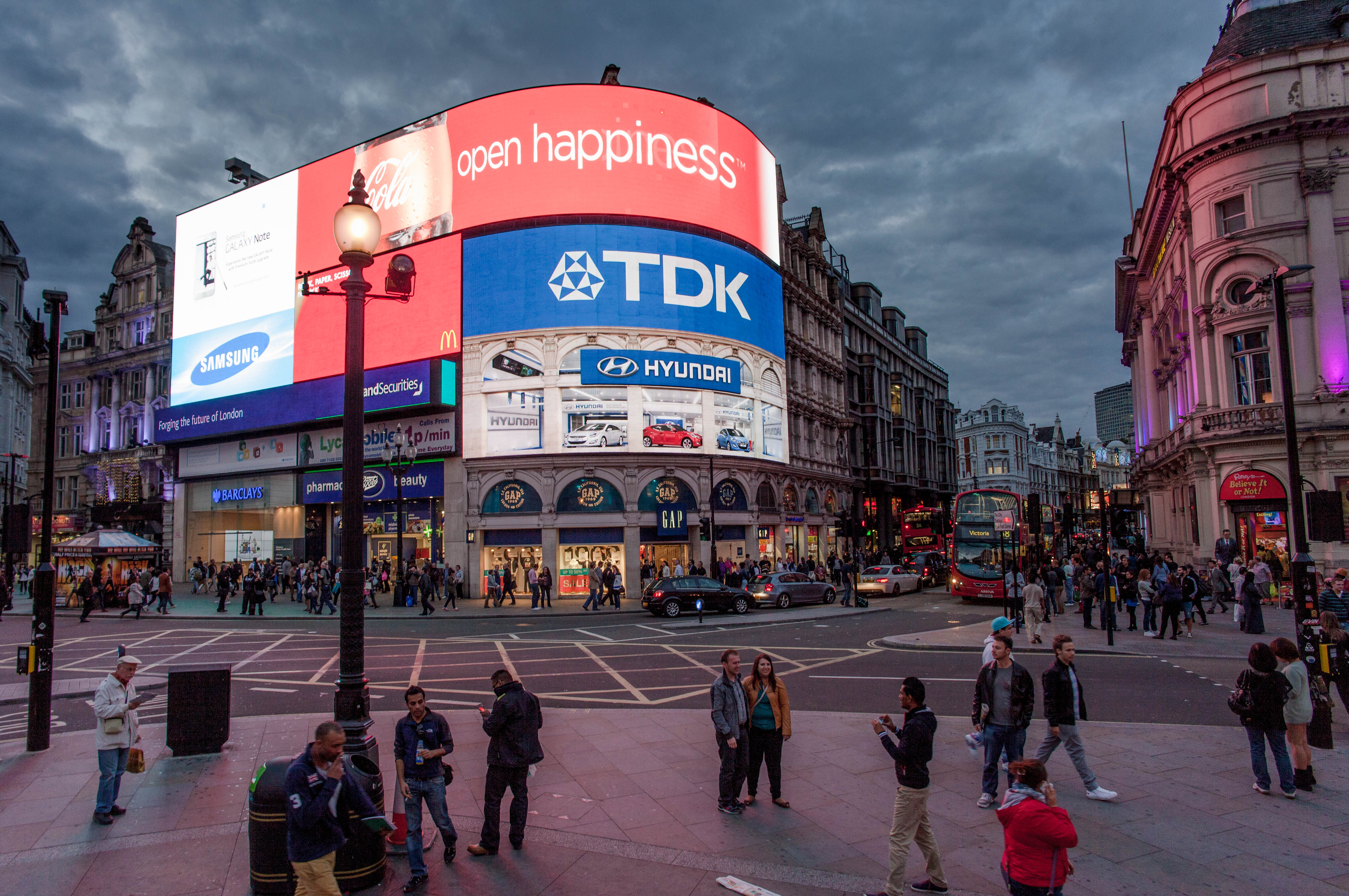
皮卡迪利圓環
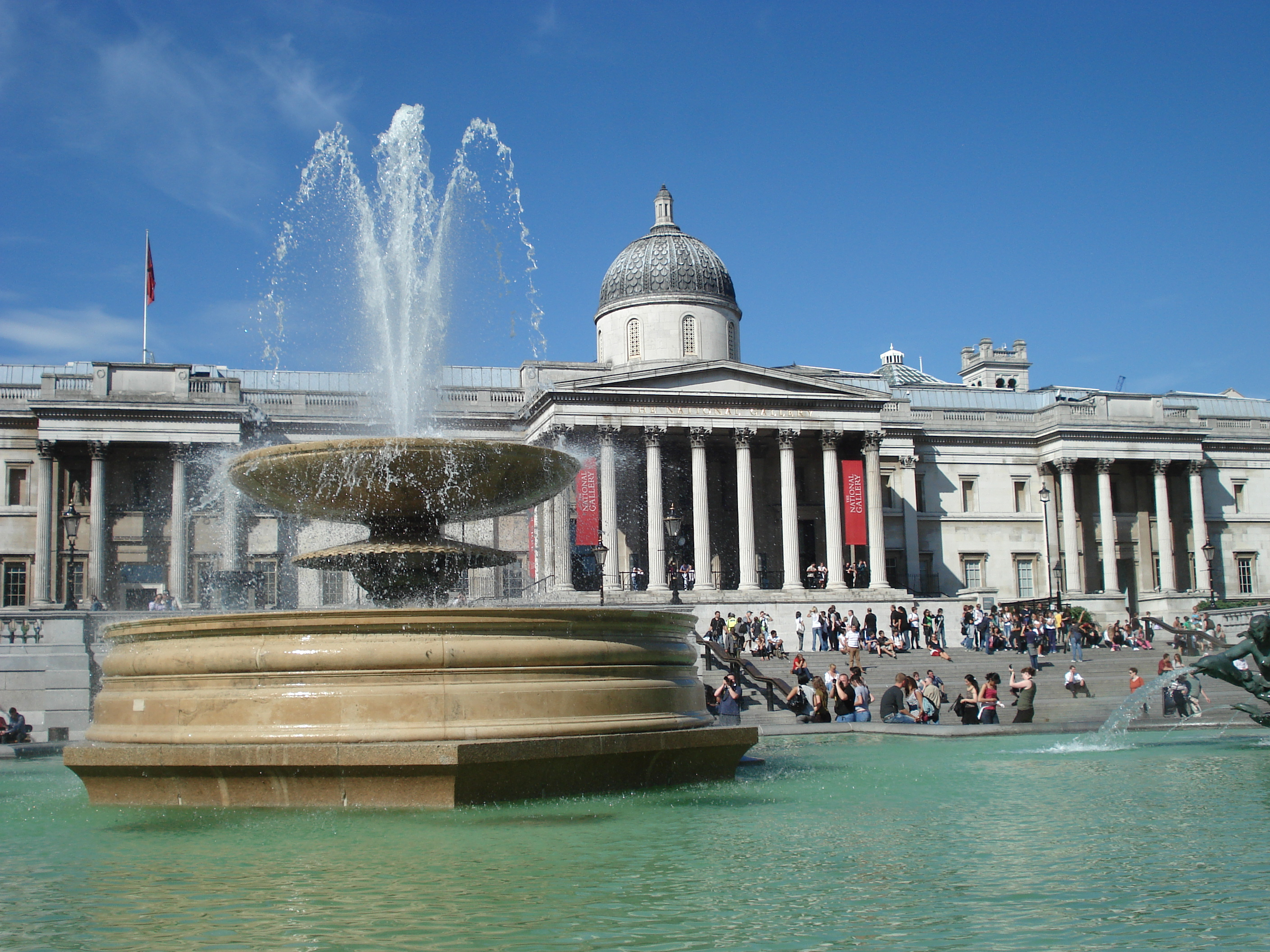
特拉法加廣場
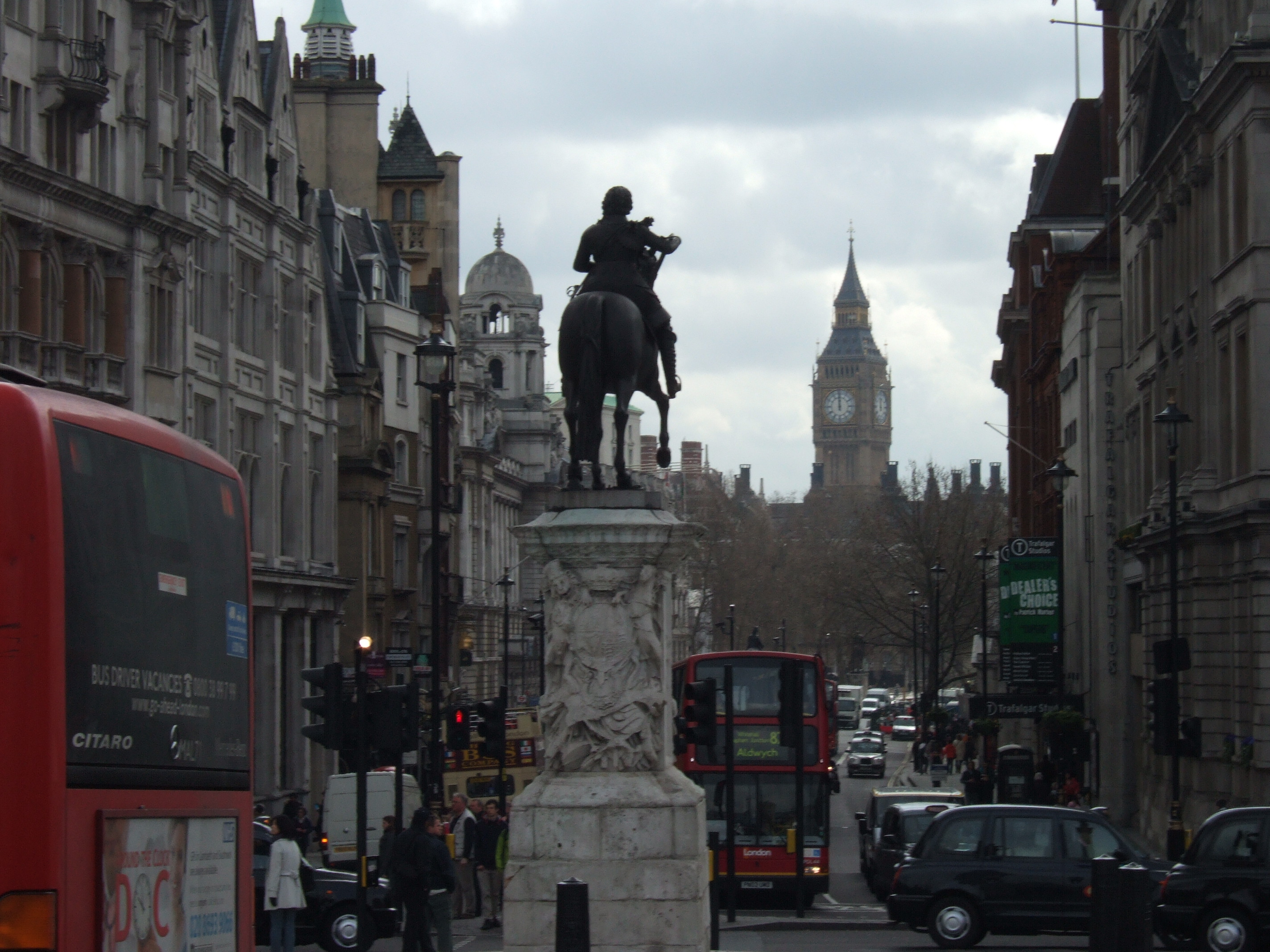
白廳街景

### 引用
1. 1 2  . Heraldry of the world.   [25 October 2015]. （原始内容存档于2018-02-02）.